# Spore (Computerspiel)

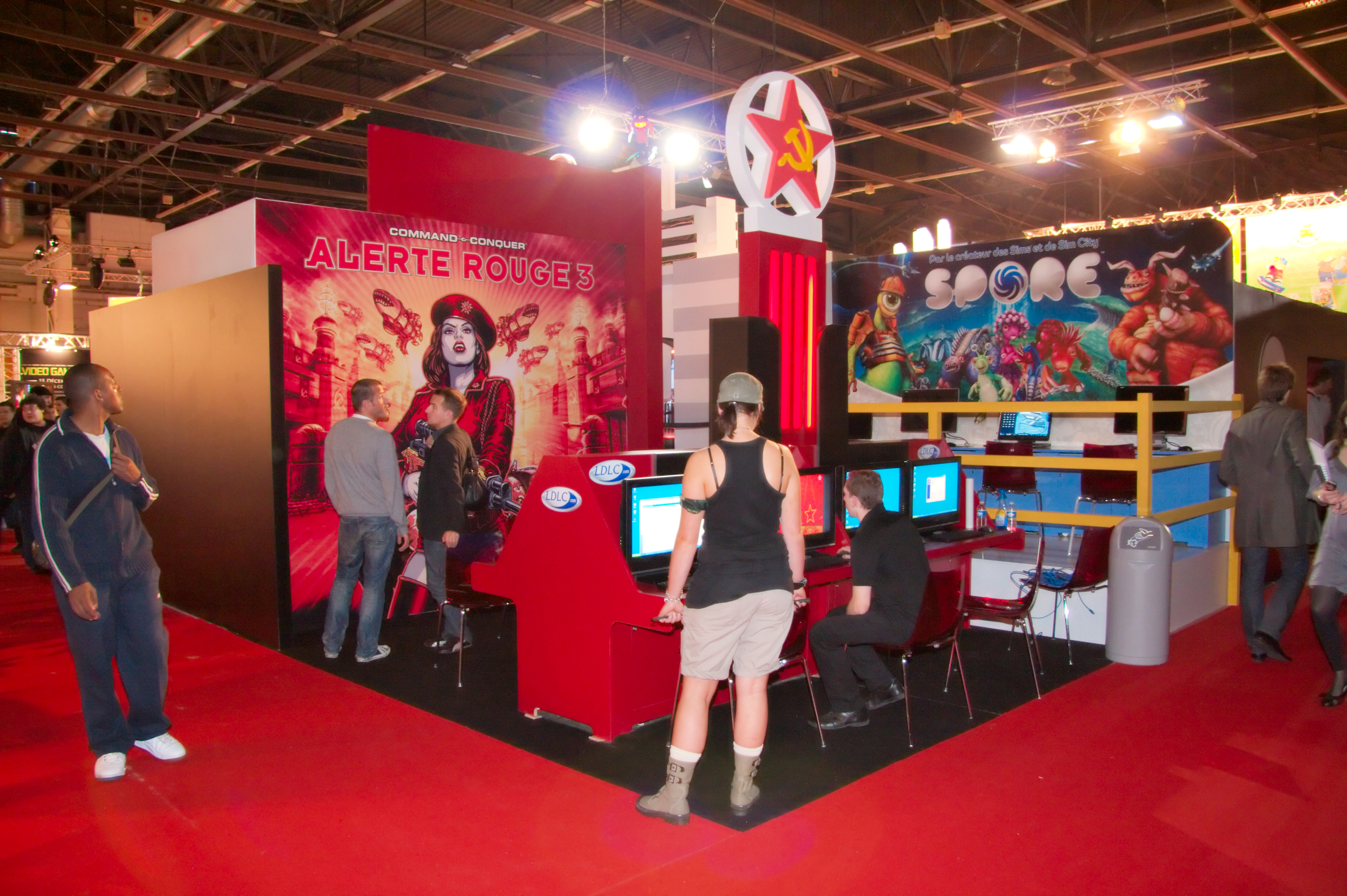
Spore-Stand auf der Messe Festival du jeu vidéo 2008 Paris (rechts)

Spore (engl., [spɔːɹ]) ist ein von Maxis entwickeltes Computerspiel nach einer Idee von Will Wright, dem Erfinder der Sims-Spiele. Ziel des Spiels ist es, eine Spezies in verschiedenen Phasen von einem einzelnen Einzeller bis zu hoch entwickelten Raumfahrern zu spielen. Man beginnt mit dem Einzellerstadium in einem Pac-Man-ähnlichen Spielprinzip in 2D. Durch das Gewinnen von so genannten „DNA-Punkten“ baut man seine noch rudimentär entwickelte Kreatur aus und erreicht den Kreaturenmodus, der komplett in 3D-Grafik dargestellt wird.

## Spielprinzip
Das Spiel teilt sich in mehrere getrennte Spielabschnitte auf, die unterschiedliche Phasen der evolutionären Entwicklung von Lebewesen simulieren und sich sowohl in Gestaltung, Spielweise als auch Spielzielen voneinander unterscheiden.

### Zellphase
In dieser Anfangsphase des Spiels kontrolliert der Spieler einen einzelnen Mikro-Organismus. Der Spieler darf sich aussuchen, ob seine Mikrobe Pflanzen-, Fleisch- oder Allesfresser sein soll. Das Ziel ist es, in 2D-Umgebung in Pac-Man-Manier schwächere Organismen zu fressen und stärkeren aus dem Weg zu gehen, man kann aber auch Pflanzen fressen. Mit den dadurch verdienten „DNA-Punkten“ werden die Eigenschaften der eigenen Kreatur, wie Geschwindigkeit sowie die Angriffs- und Verteidigungsfähigkeiten, verbessert. Zudem wächst die Mikrobe, wenn sie genug Nahrung zu sich nimmt. Sobald das Lebewesen eine bestimmte Größe erreicht hat, beginnt die zweite Phase des Spiels.
Die Verbesserungen werden dabei nicht, wie in einem Rollenspiel, als Punkte vergeben, sondern in Form von zusätzlichen, frei platzierbaren Körperteilen zur nächsten Generation der Kreatur hinzugefügt.

### Kreaturenphase
Im Gegensatz zur Zellphase findet die Kreaturenphase in einer 3D-Umgebung statt.
Das grundlegende Spielprinzip bleibt aber gleich: Auch hier muss der Spieler seiner Kreatur Nahrung beschaffen und vor stärkeren Kreaturen fliehen. Es gibt zwei Arten von Nahrung: Pflanzen und andere Kreaturen, wobei die geeignete Nahrung je nach Körperbau und Waffen des Wesens variiert. Allesfresser können beide Arten von Nahrung zu sich nehmen.
Des Weiteren kann der Spieler „DNA-Punkte“ erlangen, indem er Missionen erfüllt. Dazu kann man sich u. a. mit anderen Spezies anfreunden oder welche ausrotten. Mit zunehmender Intelligenz kann der Spieler ein Rudel mit bis zu drei Mitgliedern haben. Sowohl Artgenossen als auch Verbündete Kreaturen können zu Rudelmitgliedern werden. Diese bleiben bis zum Ende der Kreaturenphase im Rudel, außer sie werden aus dem Rudel entlassen oder getötet. Allerdings gibt es Spezies, mit denen man sich nicht anfreunden kann (man erkennt sie am roten Smiley-Symbol wenn man sie anklickt). Diese neigen dazu anzugreifen wenn man ihnen zu Nahe kommt. Man kann sich mit ihnen nur anfreunden wenn man die Fähigkeit „Sirenenlied“ (erhält man wenn man die Zellphase als Pflanzenfresser abgeschlossen hat) einsetzt, und dann sofort mit dem Anfreunden anfängt. Nur in solchen Fällen muss man sich mit vier Kreaturen pro Spezies anfreunden, um die gesamte Spezies als Verbündeten (grüner Smiley) zu gewinnen (bei anderen sind es drei). Mit Kreaturen mit orangem Smiley kann man sich anfreunden, man sollte aber schnell sein, weil sie sonst angreifen. Wenn sie die Spielfigur bemerkt haben tauchen orangefarbene Blitze um ihre Köpfe auf.
Die verdienten „DNA-Punkte“ werden wieder in die Verbesserung der Kreatur investiert. Zu diesem Zweck muss der Spieler einen geeigneten Artgenossen finden und sich paaren. Das daraufhin gelegte Ei führt den Spieler in den Editor, um die nächste Generation der Kreatur zu entwerfen.
Folgende Dinge werden editiert:
- Körperform
- Gliedmaßen (Hände, Beine, Flossen, Krallen usw.)
- Sinnesorgane (Augen, Ohren, Nasen usw.)
- Waffen (Hörner, Giftdrüse usw.)
- Sonstiges (erhöhen Sozialwerte und Fortbewegung)
- Verzierung

Anders als im Spore-Labor sind durch Teile erworbene Fähigkeiten nicht mehr kumulativ; für jede Fähigkeit zählt nur der höchste Wert, der von einem Teil beigesteuert wird. Allerdings stehen nicht alle Teile zur Verfügung, sondern nur die Teile, welche man während des Spiels durch Anfreunden oder Ausrotten gewonnen oder in Skeletten gefunden werden.
Die Animationen der Kreaturen sind nicht vorgegeben, sondern werden anhand der Position der Gliedmaßen und Aufbau des Skeletts automatisch berechnet.
Der so modifizierte Nachwuchs schlüpft aus dem Ei und erlernt Fähigkeiten eines Elternteils durch Nachahmen, danach wächst er sofort auf die Größe eines erwachsenen Tieres heran.
In der Kreaturenphase treten zum ersten Mal so genannte epische Kreaturen auf. Diese sind viel größer als normale Kreaturen und der Spielfigur fast immer feindlich gesinnt. Kommt man ihnen zu nahe können sie einen mit einem Schlag töten. Häufig tauchen epische Kreaturen dort auf wo besonders viele große Skelette liegen. An ihrem durchdringenden Brüllen erkennt man, ob eine epische Kreatur in der Nähe ist. Es empfiehlt sich vor ihr auf Anhöhen zu fliehen, oder falls möglich in einem riesigen versteinerten Skelett Zuflucht zu suchen. Die Fähigkeiten „Gleiten“, „Schleichen“ oder „Sprint“ erweisen sich hier als vorteilhaft. Trotz ihrer 1.000 Lebenspunkte kann die epische Kreatur bereits hier getötet werden, was jedoch sehr schwierig bzw. sehr zeitaufwändig werden kann. Greift man epische Kreaturen an rennen sie einem sofort hinterher, auch auf Anhöhen wenn sie die Steigung schaffen, man kann ihnen jedoch durch Bäume oder Felsen den Weg abschneiden. Wenn man sich mit normalgroßen Artgenossen einer epischen Kreatur anfreundet, lässt einen diese zwar in Ruhe, man kann sie jedoch, selbst wenn man mit ihr verbündet ist, nicht ins Rudel aufnehmen.
Eine epische Kreatur, deren Namen unbekannt ist, lebt in den tiefen Meeren des Planeten. Sie kommt nur zum Vorschein, wenn der Spieler sich zu weit von der Küste entfernt. Dann taucht die Kreatur ohne Vorwarnung aus dem Wasser auf und frisst den Spieler und seine Rudelmitglieder. Diese Kreaturen leben auch in Binnenseen oder in Meeresbuchten, deren „Eingang“ von der Spielfigur gefahrlos passiert werden kann. Selbst wenn man fliegt, wird man von der Wasserkreatur erwischt. Somit ist es unmöglich den Kontinent, auf welchem man an Land gegangen ist, zu verlassen.
Ebenfalls trifft man in der Kreaturenphase auf „Schurken“, vagabundierende Kreaturen mit 250 Lebenspunkten und mächtigen sozialen und Angriffsfähigkeiten. Das Anfreunden mit bzw. Besiegen eines Schurken bringt 100 DNA-Punkte. Verbündete Schurken können Rudelmitglieder werden.
Zum ersten Mal kann man in dieser Phase Raumschiffe von anderen Spezies sehen. Ein fliegendes Raumschiff kündigt sich oft durch ein Geräusch wie von einem Theremin sowie panisches Verhalten von Kreaturen in der Umgebung an. Häufig entführen Raumschiffe Kreaturen, der Spieler ist jedoch nie darunter. Man findet auch abgestürzte Raumschiffe.
Zum ersten Mal sind die Gewürzgeysire zu sehen. Sie haben keinerlei Wirkung auf den Spieler, fliegende Kreaturen können jedoch von ihnen Auftrieb erhalten.
Bedingung für nächste Phase: Intelligenz der Kreatur auf das Maximum erhöhen.

### Stammesphase
In dieser Phase ist die physische Entwicklung der Kreatur abgeschlossen und kann nicht mehr verändert werden. Sie können jedoch Verzierungen und Kleidung (sog. Stammeskleidung) tragen. Der Spieler steuert nun nicht mehr eine einzelne Kreatur, sondern eine ganze Gruppe mit einer Stammeshütte. Die Kamera ist nun frei beweglich, man kann auf dem ganzen Planeten sehen, was passiert. Man kann eine einzige Kreatur anklicken oder mehrere in der Stammesliste aussuchen und diese gleichzeitig befehligen. Die ausgesuchten Kreaturen können auf Befehl einen Ort auf dem Kontinent aufsuchen, Früchte sammeln, jagen, fischen, Haustiere zähmen, Geschenke machen, angreifen, und für andere Stämme musizieren. Trotz der freien Kamerasicht können sie den Kontinent allerdings nicht verlassen. Die Stammeskreaturen benutzen steinzeitliche Werkzeuge wie beispielsweise Speere und sind untereinander der verbalen Kommunikation mächtig. Die Klänge der Kreaturen werden anhand der Größe, Form und Art ihres Mundes bzw. der Münder erzeugt. Eine Kreatur mit einem Schnabel wird deshalb beispielsweise eher vogelähnliche Geräusche von sich geben. In der Stammeszeit werden die Geräusche komplexer, um Sprache zu simulieren. Dennoch hören sich die Sprachen der Kreaturen allesamt noch etwas rau und primitiv und unerfahren an, als ob die Sprache noch nicht ganz ausgereift wäre.
Der Spieler kann verschiedene Gebäude kaufen, um die Stammesmitglieder mit Gegenständen auszustatten. Es gibt neun Gebäude in drei Kategorien:
- drei Musikgebäude (um Allianzen zu gründen)
- drei Waffengebäude (um Krieg zu führen)
- drei Nahrungsmittelgebäude (um zu fischen, das Sammeln von Früchten zu beschleunigen, oder eigene Stammesmitglieder zu heilen)

Die „Gegner“ dieser Phase sind andere Kreaturen aus der vorherigen Phase, die sich im Verlauf der Stammesphase zu einem eigenständigen Stamm entwickelt haben. Im Gegensatz zur Zivilisationsphase gehören diese Stämme anderen Kreaturen als der eigenen Spezies an. Während dieser Phase entstehen fünf Stämme, von denen zwei neutral sind (gelber Smiley), zwei den eigenen Stamm nicht mögen (oranger Smiley) und einer den Stamm als Erzfeind (roter Smiley) sieht und mitunter angreift. Wie in der Kreaturenphase kann der Spieler mit diesen Gruppen interagieren und beispielsweise mit ihnen Krieg führen oder durch musikalische Darbietungen eine Allianz mit ihnen eingehen. Neu ist, dass man anderen Stämmen Geschenke machen oder Essen stehlen kann.
Das „Zahlungsmittel“ in dieser Phase ist das Essen. Es kann von Pflanzenfressern von Bäumen in der Nähe geerntet werden oder als Algen aus dem Meer gefischt werden. Fleischfresser wiederum müssen andere Tiere der Umgebung jagen oder aber Fische fangen, um an ihre Nahrung zu kommen. Allesfressern stehen beide Möglichkeiten offen sowie das Fischen. Wenn man jedoch Kreaturen erlegt, muss man damit rechnen, dass Artgenossen den Stamm angreifen können, was gerade für Babys sehr gefährlich werden kann. Wer die Zellphase als Allesfresser abgeschlossen hat, kann die epische Wasserkreatur aus der Kreaturenphase beim Fischen um Hilfe rufen. Die beschaffte Nahrung wird vor dem Stamm ausgelegt, damit sich hungrige Stammesmitglieder davon ernähren können und nicht am Hungertod sterben. Dies birgt aber auch einige Gefahren, da andere feindlich gesinnte Stämme dazu neigen dem Spieler seine Nahrung zu stehlen und der eigenen hinzuzufügen. Auch wilde Tiere können Nahrung stehlen, und auch Babys und andere Stammesmitglieder angreifen. Auch der Spieler kann Nahrung stehlen, allerdings verschlechtert er somit die Beziehungen zu den anderen Stämmen, selbst wenn die Diebe nicht erwischt werden.
Der Spieler wird automatisch vorgewarnt wenn Tiere oder andere Stämme vorhaben Essen zu stehlen oder wenn ein anderer Stamm angreift. Einen Angriff kann man, wenn man die Kreaturenphase als „Sozial“ abgeschlossen hat mit einem Feuerwerk sofort deeskalieren. Je nach Schwierigkeitsgrad ist der angreifende Stamm dann entweder neutral oder ein Freund (blauer Smiley). Mit Geschenken kann man die Beziehungen auch verbessern, jedoch in kleineren (aber genauso erfolgreichen) Schritten.
Andererseits ist es auch möglich, andere Tiere aus der Kreaturenphase zu zähmen und als Nutztiere zu halten. Schurken kommen in dieser Phase nicht mehr vor. Rudelmitglieder aus der Kreaturenphase, welche nicht der eigenen Spezies angehört haben (auch Schurken), sind automatisch von Beginn an als Haustiere vorhanden. Die Haustiere können das Dorf auch gegen stehlende Tiere oder Angreifer verteidigen. Mitunter kann es passieren, dass die Haustiere von Raumschiffen geklaut werden. Stammeskreaturen können sich, unabhängig von der Ernährung, auch von den Eiern der Haustiere ernähren. Von der Nahrung kann sich dann der Spieler Gebäude kaufen (siehe oben) oder Nachwuchs erzeugen, wodurch der Stamm wächst und mächtiger wird.
Zu dem Stamm gehört immer ein Häuptling, welcher schon von Anfang an vorhanden ist. Dieser muss beim Angreifen und Musizieren immer dabei sein. Alle anderen Stammesmitglieder können, je nachdem welche Werkzeuge, Instrumente oder Waffen sie in den Gebäuden abholen, ihren Beruf frei wählen. Sie können ihn auch mehrfach wechseln. Babys können sich nicht mit Gegenständen ausrüsten und auch nicht kämpfen. Können die Stammeskreaturen fliegen oder schleichen, tun sie das automatisch wenn die Situation es erfordert.
Auch in dieser Phase gibt es epische Kreaturen, welche zwar nicht das Dorf, aber Stammesmitglieder angreifen, wenn sie sie antreffen. Häufig halten sie sich in der Nähe eines Stammes auf. Sie haben hier mehr Lebenspunkte als in der Kreaturenphase, sind jedoch mit den neuen Waffen auch leichter zu erlegen.
Bedingung für nächste Phase: Allianz/Vernichtung aller anderen Stämme.

### Zivilisationsphase
Der Spieler hat zu Anfang die Kontrolle über eine Stadt. Die gegnerischen Gruppen gehören in dieser Phase der eigenen Spezies an, besitzen jedoch eine eigene Kultur und einen eigenen Baustil.
Der Spieler kann mit kriegerischen, religiösen oder wirtschaftlichen Mitteln mit diesen Städten interagieren.
Mit dem Editor können neben Fortbewegungsmitteln, wie Fahrzeugen, Flugzeugen und Schiffen, auch Häuser gebaut werden, die sich in Fabriken, Unterhaltungsgebäuden, Wohnhäuser und das Rathaus unterteilen. Gewinne werden erwirtschaftet, indem man mit Fahrzeugen Gewürzgeysire übernimmt, über denen dadurch Gewürzbohrtürme errichtet werden, oder indem man Fabriken baut.
Epische Kreaturen sind auch in dieser Phase vertreten und können Städte und Fahrzeuge angreifen. Ab dieser Phase können sie Feuer speien. Die Wasserkreatur kommt nicht mehr vor.
Die Technologie und Sprache ist in dieser Phase schon sehr weit fortgeschritten, beispielsweise kommuniziert man via 'Optischem Global-Telefon'.
Bedingung für nächste Phase: „Unterwerfung“ bzw. Einigung des gesamten Planeten zu einem einzigen, großen Staat.

### Weltraumphase
Mit dem Bau des Raumschiffes – das vom Spieler wieder selbst entworfen werden kann – beginnt die Weltall-Phase, die letzte und endlose Phase des Spiels. Die Gestaltung des Raumschiffes hat keinerlei Auswirkungen auf die Fähigkeiten im Spiel und kann somit vollkommen frei erfolgen. Das Raumschiff ist die mächtigste Waffe und das vielseitigste Werkzeug der raumfahrenden Zivilisation. Es ermöglicht das Reisen innerhalb der Spielgalaxie, die Millionen von Planeten beinhaltet, auch das irdische Sonnensystem ist enthalten. Über das Internet sollen die Daten der Kreaturen anderer Spieler in diese Galaxie übertragen werden können. Viele von den Spielern entworfene Objekte – Kreaturen, Zivilisationen, Gebäude, Fahrzeuge – können mit anderen Spielern geteilt werden, sofern eine Verbindung mit dem Internet besteht. Dabei kommt es nicht zu direkten Interaktionen zwischen den Spielern, die Spieler erhalten lediglich Kopien, die von der künstlichen Intelligenz des Spiels gesteuert werden. So hat die Vernichtung der eigenen Zivilisation durch einen anderen Spieler keinerlei Einfluss auf das eigene Spiel.
Das Spiel fordert automatisch zufällige Objekte beim Verbinden mit dem Internet an, und diese werden zufällig vom Computer im Spiel verwendet. Der Spieler selbst kann durch Themen-Wahl beim Starten eines neuen Spiels den Kreationen eines bestimmten Spielers, den er als Freund hinzugefügt hat, eine Art Vorrang bei der Wahl der mitspielenden Kreaturen und Kreationen einräumen.
In dieser Phase ist die Kamera wieder nicht frei beweglich, sondern von der Position des Spielers abhängig. Man kann mit der Kamera jedoch so weit rauszoomen, dass man die ganze Galaxis sehen kann. Der Heimatplanet sowie Kolonien sind dabei durch Markierungen zu sehen.
Zu Beginn der Phase kann man zwar den Planeten, nicht aber das eigene Sonnensystem verlassen. Die erste Mission besteht darin, auf einem Nachbarplaneten ein abgestürztes Raumschiff zu untersuchen. Hat man diese Mission erfüllt, kann man auch das Sonnensystem verlassen und von Stern zu Stern reisen. Die zweite Mission führt in das benachbarte Sternensystem. Dort findet der Spieler die Mutterkolonie des abgestürzten Raumschiffes vollkommen zerstört vor. Eine Sicherheitsdrohne hält den Spieler für ein Raumschiff der Grox und greift an, sie ist jedoch leicht abzuwehren.
Die Grox sind kleine rote Cyborg-Kreaturen, welche ihr Reich in den zahlreichen Systemen rund um das Zentrum der Galaxie errichtet haben und dieses blockieren. In der Galaxie gelten sie, nicht grundlos, als grausam und kriegerisch, und sind mit nahezu allen anderen Spezies verfeindet. Bereits vor der ersten Kontaktaufnahme mit den Grox kann es passieren, dass sie den Heimatplaneten, Kolonien oder andere Reiche angreifen und verjagt werden müssen.
Es können auch Überfälle von Piraten stattfinden, welche Geld oder Gewürze stehlen. Manchmal senden Piraten von fremden Planeten auch Signale aus, die normalerweise von Artefakten (siehe unten) herrühren, um den Spieler in eine Falle zu locken.
Nachdem die ersten beiden Missionen abgeschlossen sind, ist die weitere Handlung frei wählbar. Diese endlose Spielphase bietet verschiedene spielerische Möglichkeiten:
- Artefaktsuche

Auf einigen Planeten kann der Spieler Objekte finden. Es gibt dabei zwei Arten: Zum einen wertvolle Artefakte, die zu hohen Preisen verkauft werden können, zum anderen Gestaltungs- und Farbtools, mit denen das Aussehen eines Planeten verändert werden kann. Letztere haben aber so gut wie keinen Einfluss auf das Spiel selbst.
- Terraforming

Das Raumschiff kann mit verschiedenen Werkzeugen leblose Planeten in bewohnbare umwandeln. Zu den Werkzeugen gehören z. B. ein Vulkane erzeugendes Gerät, eine Art Traktorstrahl, der wasserhaltige Kometen auf den Planeten ziehen kann, und ein Terraforming-Werkzeug, ähnlich der Genesis-Maschine aus Star Trek II: Der Zorn des Khan.
Nach Abschluss eines Terraforming-Vorgangs über eine Stufe (also z. B. von T0-T1) muss der Planet mit einer bestimmten Anzahl Tiere und Pflanzen bevölkert werden. Hierfür „entführt“ der Spieler von anderen Planeten Flora und Fauna und setzt sie auf dem zu bevölkernden Planeten aus.
Planeten haben dabei vier Terraforming-Stufen (T0–T3). Je besser die Terraforming-Stufe, desto mehr Kolonien können auf dem Planeten errichtet werden:
T0 (Leblos): Eine Kolonie ohne Gebäude.
T1 (Begrenzt Lebensfähig): Eine Kolonie mit wenigen Gebäuden, sowie je drei Pflanzen- und Tierarten.
T2 (Lebensfähig): Zwei Kolonien mit je etwa einem Dutzend Gebäuden, sowie je sechs Pflanzen- und Tierarten.
T3 (Terra): Drei Kolonien mit der maximalen Zahl an Gebäuden, sowie je neun Pflanzen- und Tierarten.
- Besiedlung

Das Raumschiff ermöglicht die Gründung von Kolonien, die Gewürze produzieren, welche gegen Geld verkauft werden können. Auf einem Planeten der Stufe T0 kann eine Kolonie unter einer Kuppel errichtet werden. Die Ozeane des Heimatplaneten sind nun auch durch Städte unter solchen Kuppeln besiedelbar. Kolonien müssen auf Land positioniert werden und in einen gewissen Abstand zu Gewürzquellen und anderen Kolonien errichtet werden.
Kolonien können mit Unterhaltungs-, Fabrik- und Wohnhäusern aufgebessert werden. Zudem können bis zu acht Türme je Kolonie zur Verteidigung gebaut werden. Fabriken schaden der Moral, aber produzieren Gewürze (ohne Fabriken werden überhaupt keine Gewürze produziert). Unterhaltungsgebäude erhöhen die Moral. Die maximale Moralstufe ist fünf.
Wohnhäuser erhöhen die Bevölkerung (bis 120) und helfen, je nach Platzierung, bei der Gewürzproduktion und/oder der Verbesserung der Moral.
- Eroberung/Diplomatie

Neben nichtintelligenten Kreaturen und planetengebundenen Zivilisationen von Kreaturen enthält die Galaxis auch andere interstellare Zivilisationen. Mit diesen kann Handel und Diplomatie getrieben werden, aber sie können die Welten des Spielers auch aktiv angreifen.
Der Spieler kann feindliche Städte mit den Waffen des Raumschiffes zerstören und mit einer speziellen Waffe komplette Planeten vernichten. Dabei wird er von maximal fünf Raumschiffen unterstützt, wobei die Raumschiffe nur von Alliierten erhalten werden können und auch nur jeweils eins pro Alliierten zu einem bestimmten Zeitpunkt. Die Terraforming-Werkzeuge können ebenfalls benutzt werden, um feindliche Städte zu vernichten.

## Entwicklung
Entwickler Will Wright ließ sich für dieses Spiel von der Lehrpädagogin Maria Montessori inspirieren.
Das Spiel SimEarth gilt als Vorgänger/Inspirationsquelle für Spore. So wurden manche Terraforming-Maschinen, wie Atmosphärengeneratoren oder die dem Film 2001: Odyssee im Weltraum entlehnten Monolithen, direkt aus SimEarth entnommen.
Spore wurde bereits in den Jahren 2005 und 2006 auf der Electronic Entertainment Expo (E3) präsentiert und bekam dort die beiden Jahre in Folge verschiedene Game Critics Awards, so beide Male den Preis für das beste PC-Spiel der Messe.
Das Spiel erschien im australischen Raum und in der EU am 4. bzw. 5. September, in Nordamerika aber erst am 7. September 2008. Das Spiel selbst konnte schon seit dem 28. August über den EA Store heruntergeladen werden. Aktiviert werden konnte es jedoch erst am 4. September. Der Kreatureneditor, der Labor genannt wird und auch ein Teil von Spore ist, erschien schon vor diesem Datum, nämlich am 17. Juni 2008. Eine Demo des Labors, die nur 25 % der Bauteile der Kreaturen enthält, war für den 19. Juni 2008 geplant, erschien aber bereits am 16. Juni.

## Galactic Edition und Erweiterungen
Zusammen mit der normalen Version von Spore erschien eine Spezialausgabe, die Galactic Edition. Sie enthält neben dem Spiel noch eine Making-of-DVD, ein Poster, ein 100-seitiges Handbuch, eine DVD-Reportage How to Build a Better Being von National Geographic sowie ein Art-Book mit Konzeptzeichnungen und Entwürfen.
Ende des Jahres 2008 erschien mit dem „Süß & Schrecklich Ergänzungs-Pack“ eine Erweiterung für das Hauptspiel und das Spore Labor mit 72 Körperteilen und weiteren Ergänzungen für den Creature Editor. Mitte 2009 erschien die Erweiterung „Galaktische Abenteuer“, die einen zusätzlichen Spielmodus bereitstellt, mit dem man aus der Weltraumphase heraus auf Planeten landen und dort Abenteuer bestehen kann.

## Rezeption
Das Spiel erhielt sehr gute Wertungen (Metacritic: 84 von 100). Es gilt jedoch, gemessen an den Erwartungen, als kommerzieller Misserfolg.

### Kritik
Viele Käufer übten seit dem 7. September 2008 Kritik an dem vom Hersteller verwendeten Kopierschutz SecuROM, der eine unrechtmäßige Verbreitung des Spiels unterbinden soll. Bei der Installation des Spiels nutzt EA eine Produktaktivierung über das Internet. Das Unternehmen garantiert fünf Aktivierungen auf verschiedenen Rechnern. Werden in einem Computer später „mehr als eine wichtige Hardwarekomponente gleichzeitig verändert“, gilt es dabei als neues System. Wenn beispielsweise durch häufige Hardwarewechsel weitere Installationen notwendig werden, entscheidet der Kundendienst im Einzelfall über diese.
Auch in Deutschland ist die Kritik groß. Neben der o. g. Annahme, werden in diesem Zusammenhang häufig auch weitere Kritikpunkte genannt. So weisen viele Stimmen darauf hin, dass für Spore bereits vor der offiziellen Veröffentlichung Umgehungsmöglichkeiten des Kopierschutzes angeboten wurden.
Auch wird häufig die Befürchtung geäußert, dass Spore in einigen Jahren womöglich nicht mehr genutzt werden könne, da der Publisher bis dahin die Aktivierungsserver für das Spiel abgeschaltet haben könnte. Der Publisher EA gab jedoch bereits bekannt, dass rechtzeitig ein Patch erscheinen werde, falls dieser Fall eintritt, damit das Spiel auch danach noch installiert werden kann. Inzwischen wird auf GOG.com eine Fassung ohne DRM vertrieben.

### Auszeichnungen
12th Annual Interactive Achievement Awards
- Outstanding Achievement in Game Play Engineering (gewonnen)
- Outstanding Innovation in Gaming (nominiert)
- Computer Game of the Year (nominiert)

British Academy Video Games Awards 2008
- Kategorie Technical Achievement (gewonnen)

## Nachfolgeprojekte
Am 26. April 2011 erschien ein Serienableger mit dem Titel Darkspore. Es handelt sich um ein Action-Rollenspiel, in dem der Spieler mit drei Kreaturen nach einem diabloartigen Spielprinzip gegnerische Kreaturen bekämpfen, Erfahrungspunkte sammeln und damit seine Kreaturen verbessern muss. Das Spiel erhielt lediglich durchschnittliche Wertungen (Metacritic: 65 von 100).
Das freie Spiel Thrive ist weitgehend von Spore inspiriert.